# Die Unfähigkeit zu trauern
Die Unfähigkeit zu trauern. Grundlagen kollektiven Verhaltens ist ein 1967 erschienenes psychoanalytisches Werk von Alexander Mitscherlich und Margarete Mitscherlich. In mehreren Essays untersuchten sie den Umgang der ehemaligen Hitler-Anhänger mit der nationalsozialistischen Vergangenheit Deutschlands in der Adenauer-Ära und allgemein die Abwehrhaltung des Einzelnen und der Masse gegenüber Schuld und Mitschuld an politischen Verbrechen. Das Werk erregte in den 1960er Jahren internationales Aufsehen und wurde breit diskutiert. Der Titel wurde noch Jahrzehnte später benutzt, um bestimmte Haltungen in Deutschland zu charakterisieren, zum Beispiel nach dem Mord an Walter Lübcke 2019.

## Entstehung und Thesen
Alexander Mitscherlich verarbeitete in diesem Werk die eigene Erfahrung, dass seine 1947 und 1949 erschienene Reportage Medizin ohne Menschlichkeit über den Nürnberger Ärzteprozess von 1947 in Westdeutschland praktisch keine Wirkung erzielt hatte.
Die Mitscherlichs griffen auf zahlreiche Psychoanalysen von deutschen Patienten zurück, die vor allem Margarete Mitscherlich in ihrer Praxis durchgeführt hatte. Dort stießen sie auf Verdrängungs- und Verleugnungsstrategien ehemaliger Hitler-Anhänger gegenüber den Verbrechen der Nazizeit und ihrer eigenen Verstrickung in Schuld und Mitschuld. Die fehlende Trauer bezogen die Mitscherlichs zunächst auf den Verlust des eigenen „Ich-Ideals“, den die Anhänger Hitlers 1945 erlitten hätten. Der plötzliche Verlust des „Führers“ und der mit seinem Sieg verknüpften persönlichen Hoffnungen habe bei seinen Anhängern nicht Trauer ausgelöst, sondern eine Melancholie, die von einer tiefen Beeinträchtigung des Selbstwertgefühls geprägt gewesen sei. Um dieser Melancholie zu entgehen, hätten die Betroffenen die unmittelbare Vergangenheit ausblenden und verleugnen müssen. Sie schafften das in der Regel, indem sie sich verbissen auf ihre aktuelle Arbeit, vor allem den Wiederaufbau der zerstörten Städte und das sog. Wirtschaftswunder konzentriert hätten. Die Mitscherlichs konstatierten eine Starrheit der Betroffenen gegenüber ihrer Umwelt.

## Kritik
Der Satiriker und Schriftsteller Eckhard Henscheid verwies in der FAZ-Wochenendbeilage vom 12. Juni 1993 und in seinem rund 20 Jahre später erschienenen autobiographischen Band Denkwürdigkeiten auf die Zwiespältigkeit der „Argumentationslinien“ im Werk des Autorenpaars Mitscherlich. Zum einen, dass sich „die Deutschen vor der Aufarbeitung drückten, weil die zu beschwerlich war (also auch in diesem Fall weniger ‚Unfähigkeit‘ als Unwille) -- und die zweite, mehr obskure [...]: dass diese Deutschen um die volkspsychologisch unverzichtbare Trauer über den verstorbenen Führer Hitler und somit gewissermaßen um seine Bewältigung betrogen worden waren; weil man um den Verbrecher halt nicht trauern durfte.“ Henscheid erklärte das „Paradox eines praktisch dauerzitierten Buchtitels“ damit, dass „Sinn und Gehalt aber nie erspürt, diese zumindest stante pede wieder vergessen wurden“.

## Ausgaben
- 22. Aufl., Neuausg. 1977, Piper, München 1991. ISBN 978-3-492-10168-4
- Piper E-Books, München 2017. ISBN 978-3-492-96355-8